# Ituporanga
Ituporanga là một đô thị thuộc bang Santa Catarina, Brasil. Đô thị này có diện tích 337 km², dân số năm 2007 là 20577 người, mật độ 61,1 người/km².